# 廣域聯合
廣域聯合（日语：／ Kōiki rengō */?），是日本一種由多個地方政府聯合組成的組織，屬於特別地方公共團體，主要功能是共同處理這些地方政府內的行政事務，例如消防、供水、汙水、垃圾處理、福利、教育、公辦競技等事務。
此項制度自1995年6月開始實施，目前大部分的廣域聯合團體為由市町村級的行政區劃組成，但都道府縣級政府也可以共同組成廣域聯合團體。

## 廣域聯合團體之案例
- 關西廣域聯合（日语：関西広域連合）：由位於關西的8個府縣所組成，負責這些府縣的防災、觀光、文化振興、產業振興、醫療、環境保護、技職證照等業務。
- 消防組合（日语：消防組合）：負責消防業務。
- 後期高齢者醫療廣域聯合（日语：後期高齢者医療広域連合）：負責高齡者的醫療照護業務。
- 函馆圈公立大学广域联合：公立函馆未来大学。[1]